# Conus vulcanus
Espèce
Statut de conservation UICN

 LC D2 : Préoccupation mineure
Conus vulcanus est une espèce de mollusques gastéropodes marins de la famille des Conidae.
Comme toutes les espèces du genre Conus, ces escargots sont prédateurs et venimeux. Ils sont capables de « piquer » les humains et doivent donc être manipulés avec précaution, voire pas du tout.

## Description
La taille de la coquille varie entre 18 mm et 31 mm.

## Distribution
Cette espèce est présente dans l'océan Atlantique sur la côte de l'île de Boa Vista, Cap-Vert. 

### Niveau de risque d’extinction de l’espèce
Selon l'analyse de l'UICN réalisée en 2011 pour la définition du niveau de risque d'extinction, cette espèce est endémique aux îles du Cap-Vert où elle se trouve au large de la côte nord et est de l'île de Boavista. Bien que cette espèce soit très restreinte dans son aire de répartition et relativement rare sur le marché, il n'y a pas de menaces connues ni de plans futurs de développement et il n'y a pas de mesures de conservation actuellement en place. L'espèce est considérée comme étant de préoccupation mineure. Si une menace apparaissait alors le statut révisé serait Vulnérable D2.

## Taxonomie

### Publication originale
L'espèce Conus vulcanus a été décrite pour la première fois en 2004 par les malacologistes Manuel Jimenez Tenorio (d) et Carlos Manuel Lourenço Afonso (d) dans « Visaya »,.

### Synonymes
- Africonus miguelfiaderoi T. Cossignani & Fiadeiro, 2015 · non accepté
- Africonus vulcanus (Tenorio & Afonso, 2004) · appellation alternative
- Conus (Lautoconus) vulcanus Tenorio & Afonso, 2004 · non accepté